# Седлецкая губерния
Седлецкая губерния (оригинальное название: Сѣдлецкая губернія; пол. Gubernia siedlecka) — губерния Царства Польского и Российской империи (1867—1912). Губернский город — Седлец.

## История
Губерния учреждена в 1867 году из четырёх северных уездов — частей бывшей Люблинской (Седлецкого, Бельского, Радинского и Луковского) и части бывшего Станиславльского уезда Варшавской губернии.
В 1912 году разделена между Люблинской, Ломжинской (Венгровский уезд) и Холмской губерниями.

## Географическое положение
В физическом, как и в этнографическом отношении Седлецкая губерния занимала середину между остальными губерниями Царства Польского; она граничила с востока — рекой Бугом, отделяющей её от губернии Волынской и Гродненской, с юга — Люблинской губернией, с юго-запада и запад — течением реки Вислы, отделяющей её от Радомской и Варшавской губерний, до гор. Кальвария, где площадь её переходит на левый берег Вислы. Северной границей служит Буг, отделяющий её от Ломжинской губернии.
Площадь Седлецкой губернии составляла 12595,5 кв. вёрст и в топографическом отношении представляла довольно однообразную равнинную поверхность, бедную водами; поверхностные геологические образования состояли из наносных глин и песков, среди которых местами выступали торфяники новейшей эпохи, когда площадь эта была богата лесами, болотами, озёрами и реками. В речной долине Ливца были найдены зубы и клыки мамонта и кости ископаемого оленя. Более древние верхнемеловые и нижнетретичные отложения выступали островками в немногих пунктах по реке Бугу и в других местах. Северная часть губернии несколько возвышена, местами (близ Коссова) до 600 фт. Проходящее здесь с юга на север плоскогорье образует водораздельную линию. Над долиной западной Буга, дугообразно окружавшей эту возвышенность, — плоскогорье вышиной 500—530 фт. С этого плоскогорья текут в реку Буг реки Цетынья, Стердынка, Коссовка и Угощ; в Ливец — Гроховка и Медзянка. По направлению к югу плоскогорье расширяется в Луковскую возвышенность (600 фт.); центральным пунктом этой возвышенности является лесное болото Ята, откуда избыток вод направляется в разные стороны, в реки Кржну (приток Буга), Костржин и Мухавку (приток Ливца), Тысьменицу (приток Вепра). Третья возвышенность представляло плоскогорье в северо-восточной части губернии (до 500 фт.). Эта возвышенность почти упиралась в русло Буга. В центре между тремя плоскогорьями берёт начало река Ливец, на которой располагался город Седлец. Текущая с юга на север в Буг, река Ливец была главной рекой западной части губернии, тогда как река Кржна, текущая в Буг же в северо-восточном направлении, была главной рекой юго-восточной части уезда. Юго-восточная часть губернии, занимавшая Влодавский и Бельский уезды, представляла болотистое плоскогорье, усеянное озёрами и склоняющееся несколько с востока к долине Буга, а с запада к долине Вепра; она являлась как бы продолжением Полесья. В окрестностях Верещины находится обширная группа озёр, воды которых река Влодавка уносит в Буг. Из общей площади в 13 110 тыс. приходилось: на пахотные земли 6 670 тыс., луга 180 тыс., пастбища 92 тыс., леса 235 т., сады и огороды 73 тыс., водных пространств, под дорогами и неудобной земли 64 тыс. дес. Лесов казённых, подуховных и майоратских 38520 дес., различных учреждений 16540, частных лиц 179940 дес. Лучшие луга располагались в долинах Буга и Ливца; с них в 1899 году собрано 11,5 млн пуд. сена.

## Административное деление
В начале XX века в состав губернии входило 9 уездов:
| № | Уезд             | Уездный город        | Площадь, вёрст² | Население (1897), чел. |
| - | ---------------- | -------------------- | --------------- | ---------------------- |
| 1 | Бельский         | Бела (13 090 чел.)   | 1311,0          | 76 687                 |
| 2 | Венгровский      | Венгров (8268 чел.)  | 1176,0          | 72 476                 |
| 3 | Влодавский       | Влодава (6673 чел.)  | 1900,1          | 98 035                 |
| 4 | Гарволинский     | Гарволин (5341 чел.) | 1600,2          | 120 736                |
| 5 | Константиновский | Янов (3861 чел.)     | 1263,0          | 61 333                 |
| 6 | Луковский        | Луков (9363 чел.)    | 1656,3          | 102 924                |
| 7 | Радинский        | Радин (5937 чел.)    | 1408,9          | 87 731                 |
| 8 | Седлецкий        | Седлец (26 234 чел.) | 1130,9          | 84 211                 |
| 9 | Соколовский      | Соколов (7265 чел.)  | 1134,4          | 68 013                 |

## Руководство губернии

### Губернаторы
| Ф. И. О.                      | Титул, чин, звание                                                       | Время замещения должности |
| ----------------------------- | ------------------------------------------------------------------------ | ------------------------- |
| Громека Степан Степанович     | действительный статский советник                                         | 01.01.1867—12.12.1875     |
| Москвин Дмитрий Фёдорович     | полковник, и. д. (утверждён с произведением в генерал-майоры 06.10.1877) | 30.12.1875—06.11.1884     |
| Зиновьев Михаил Александрович | генерал-майор                                                            | 28.12.1884—09.05.1885     |
| Субботкин Евгений Михайлович  | действительный статский советник (тайный советник)                       | 09.05.1885—20.02.1904     |
| Волжин Александр Николаевич   | надворный советник                                                       | 20.02.1904—01.09.1913     |

### Вице-губернаторы[2]
| Ф. И. О.                             | Титул, чин, звание                                   | Время замещения должности |
| ------------------------------------ | ---------------------------------------------------- | ------------------------- |
| Друкарт Андрей Иванович              | коллежский советник                                  | 01.01.1867—05.06.1874     |
| Петров Александр Иванович            | надворный советник (статский советник)               | 02.08.1874—14.04.1878     |
| Иваненко Николай Фёдорович           | коллежский советник (статский советник)              | 21.04.1878—05.07.1884     |
| Майлевский Михаил Александрович      | действительный статский советник                     | 05.07.1884—12.07.1888     |
| Заушкевич Иван Дмитриевич            | статский советник (действительный статский советник) | 12.07.1888—01.01.1891     |
| Сухотин Николай Гаврилович           | надворный советник (статский советник)               | 01.01.1891—08.02.1899     |
| Малаев Алексей Николаевич            | надворный советник                                   | 12.03.1899—22.01.1901     |
| Стефанович Константин Константинович | статский советник (тайный советник)                  | 22.01.1901—08.04.1902     |
| Воейков Сергей Петрович              | коллежский советник                                  | 15.06.1902—30.09.1906     |
| Кобылецкий Орест Михайлович          | действительный статский советник                     | 30.09.1906—14.02.1911     |
| Фуллон Александр Иванович            | коллежский советник                                  | 14.02.1911—1.09.1913      |

## Сельское хозяйство
Седлецкая губерния — по преимуществу земледельческая; местная фабрично-заводская промышленность доставляла средства к существованию лишь незначительному числу жителей; все остальные занимались сельским хозяйством. Огородничество, садоводство, пчеловодство и другие мелкие отрасли сельского хозяйства в экономической жизни Седлецкой губернии большой роли не играли и велись в ограниченных размерах; сахарная свекловица культивировалась в обширных размерах только в окрестностях города Соколова, где значительный свеклосахарный завод; конопля и лён сеялись лишь для домашнего употребления. Травосеяние применялось значительно большей частью хозяйств.
Второй после земледелия отраслью сельского хозяйства являлось скотоводство. Всего в Седлецкой губернии в 1898 году было 120 493 лошадей, 348 491 голов крупного рогатого скота, 286 214 овец, 3 652 коз, 161 676 свиней; кроме того, свыше 300 тыс. голов молодого скота.

## Промышленность и торговля
Фабрично-заводская промышленность не получила в Седлецкой губернии большого развития, главным образом вследствие соперничества Варшавы и Лодзи, отсутствия свободных капиталов и неимения поблизости каменноугольных копей. Деятельность немногих значительных фабрик и заводов довольно слабо отражалась на местной торговле; винокуренное производство, сохранившее чисто сельскохозяйственный характер, находилось в зависимости от урожая картофеля (на 57 заводах, при 416 рабоч., выкурено в 1899 году 1129 000 вед. спирта, на сумму до 4 млн руб.); 23 пивоваренных завода, 130 рабочих, сумма производства — 300 тыс. руб. Сумма производства единственного в губернии (в Соколовском уезде) свеклосахарного завода, при 635 рабочих, составляла 800 тыс. руб. Наиболее развито стеклянное производство. Стеклянный завод «Чехи» близ города Гарволина славился качеством производства (на 500 тыс. руб.). Всего в 1899 году в Седлецкой губернии действовало 1319 фабрик и заводов, при 4084 рабочих и сумме производства 6551 тыс. рублей. Седлецкая губерния разделяется на 9 уездов (Бельский, Венгровский, Влодавский, Гарволинский, Константиновский, Луковский, Радинский, Соколовский и С.) и 141 гмину (в том числе 108 сельских, 25 смешанных, то есть состоящих из посада и селений, и 8 посадских). 12 городов, 31 посад, 215 1 селение; сельских обществ 1772; из общего числа селений 343 заселены исключительно мелкой шляхтой (в уездах Соколовском и С. по 105 таких селений). Застрахованных строений — 281 тыс., на сумму 40 млн рублей. Из общего числа 13 110 000, составляющих площадь губернии, 240 тыс. принадл. городам, 513 тыс. крестьянам в наделе, 7 740 тыс. приходится на посады, села, деревни, частные владения и леса.

## Население
К 1 января 1900 года постоянных жителей было 797725 (399702 женщин), непостоянных 59838 (28433 женщин). Распределение населения по предварительному подсчету переписи 1897 года: Седлецкая губерния по густоте населения занимала предпоследнее место среди 10 губерний Царства Польского — на 1 кв. версту приходилось 61,6 жителей; реже заселена одна Сувалкская губ; (55,9); во всем Царстве Польском — 84,8 жителей на 1 кв. версту. Из 772 146 жителей Седлецкой губернии говорят по-польски 510 621, по-русски — 127 624 (из них по-малорусски — 107 785), по-еврейски — 120 152; из других национальностей более всего немцев (11 640). Украинцы преобладали во Влодавском (57 тыс. из 98 т.) и Бельском (34 тыс. из 77 т.) уездах. В остальных уездах преобладали поляки. 
По данным центрального статистического комитета, в 1905 году в Седлецкая губерния было 894 200 жителей, в том числе в городах 125 300.
Национальный состав в 1897 году:
| Уезд             | поляки | малороссы | евреи | русские | немцы |
| ---------------- | ------ | --------- | ----- | ------- | ----- |
| Губерния в целом | 66,1%  | 13,9%     | 8,5%  | 2,5%    | 1,5%  |
| Бельский         | 33,8%  | 38,0%     | 21,7% | 5,6     | …     |
| Венгровский      | 84,6%  | …         | 12,3% | …       | 2,4%  |
| Влодавский       | 21,4%  | 55,7%     | 16,4% | 2,3%    | 4,3%  |
| Гарволинский     | 82,9%  | …         | 14,1  | 1,0%    | 1,7%  |
| Константиновский | 53,4%  | 30,5%     | 13,3% | 2,5%    | …     |
| Луковский        | 84,3%  | …         | 13,2% | 1,0%    | 1,1%  |
| Радинский        | 72,8%  | 4,4%      | 17,7% | 3,1%    | 1,1%  |
| Седлецкий        | 72,0%  | …         | 18,8% | 6,7%    | 1,0%  |
| Соколовский      | 85,5%  | …         | 12,6% | …       | …     |